# Васил Тупурковски
Васил Тупурковски (Скопље, 8. април 1951) је македонски политичар, који је у периоду 1990—1991. године био члан Председништва СФРЈ из Македоније. Крајем 70-их био је председник Савеза социјалистичке омладине Југославије.
У последњих неколико година, Тупурковски је председник олимпијског комитета Северне Македоније и Асоцијација националних олимпијских комитета балканских земаља.
Због тога што је често носио џемпер, понекад и уместо одела у службеним догађајима, познат је и под надимком Џемперовски.
Тупурковски је пореклом из села Оштима код Лерина (данас Грчка) одакле је његов отац Димитар Тупурковски.